# Vanessa Barum
Vanessa Barum Lima (Brasília, 14 de maio de 1972) é uma cantora e compositora brasileira.

## Carreira
Iniciou sua carreira como VJ em Porto Alegre. Foi convidada por Oswaldo Montenegro para estrear no Rio de Janeiro os musicais Os Menestréis, Dança dos Signos, Aldeia dos Ventos, Mayã e Noturno. Ao lado de Deborah Blando, Milton Guedes, Tereza Seiblitz, entre outros, viajaram pelo Brasil.
Em 1995, protagonizou a opereta de Noel Rosa, A Noiva do Condutor, com Mauro Mendonça, Avellar Love e direção de Karen Accioly.
O primeiro CD, Vanessa Barum (Virgin-1996) teve como produtor Guto Graça Mello. O lançamento do CD no Teatro Café Pequeno, no Rio de Janeiro, foi sucesso de público e aclamado pela crítica. A música Belíssima entrou na trilha sonora da telenovela O Fim do Mundo, e Resquícios, em Malhação. Dirigido por Chico Abréia e Márcia Ramalho, foi feito o Videoclipe da canção Belíssima.
Vanessa Barum participou do Tributo a Renato Russo, cantando a canção Por Enquanto, junto com Cássia Eller, Paulo Ricardo, Arnaldo Antunes, Toni Garrido e Paulinho Moska, entre outros. 
Em 1997, Adriana Maciel gravou a canção Silêncio, composta em parceria com Vanessa. No mesmo ano, é lançado o livro MPB, A História de um Século, de Ricardo Cravo Albin que a classifica como nova estrela da MPB. No ano seguinte, Vanessa cantou com Geraldo Azevedo no Teatro João Caetano, em show especial, ao lado de Miguel Falabella, Elba Ramalho, Lenine e Zélia Duncan.
Lançou em 2001, o CD Água em Vinho, produzido por Hebert Azul, que marcou a sua fase autoral, com nove músicas próprias, entre elas Que Pena de Você, Achei que Era Real e Insone. Contou com o talento de Milton Guedes nas flautas e sax, além da participação especial de Geraldo Azevedo em Bicho de 7 Cabeças, uma das músicas mais aplaudidas em seu show até hoje. 
Em 2002, foi convidada para a peça Raul Fora da Lei com Roberto Bomtempo, com apresentações por todo o Brasil.
Em 2005, o clipe em animação (disponível em seu site) da canção inédita Não Vou Te Levar foi escolhido para o Festival Anima Mundi. No mesmo ano, a EMI lançou a coletânea Meu Primeiro Hit, que incluiu a canção Belíssima, ao lado dos primeiros sucessos de Elis Regina e Cássia Eller, entre outros. 
Em 2006, a cantora recebeu o prêmio Mulher Linda Mulher 2006, realização Adela Villas Boas. No mesmo ano, foi lançada a coletânea As canções de Chico Buarque cantadas por:, que incluiu Vanessa interpretando Mil Perdões. Neste CD também há releituras de Chico Buarque por Djavan, Milton Nascimento e Maria Bethânia, entre outros.
A cantora é irmã da atriz Karina Barum e foi casada com a ator Marcos Palmeira entre 1993 e 1998.

## Discografia
- 1996 - Vanessa Barum
- 2001 - Água em vinho

### Participações
- 1992 - Mulungo (Oswaldo Montenegro)
- 1996 - O fim do mundo (trilha da novela)
- 1996 - Malhação Vol.4 (trilha da novela)
- 2002 - Músicas para dias e noites do 4º grau (Lazza)
- 2004 - A partir de agora... (Luca Bulgarini)
- 2005 - Meu primeiro hit - cantoras MPB (Coletânea EMI)
- 2006 - As canções de Chico Buarque cantadas por: (Coletânea EMI)

## Filmografia

### Na televisão
- 1990 - Barriga de Aluguel .... Leninha (Globo)
- 1991 - O Farol (minissérie) .... Sulamita (Manchete)
- 1994 - 74.5: Uma Onda no Ar .... Bia (Manchete)

### No cinema
- 1990 - Mazel Tov (curta-metragem dirigido por Jaime Lerner)

## No Teatro
- 1986 - Os menestréis - direção Oswaldo Montenegro
- 1987 - Aldeia dos ventos - direção Oswaldo Montenegro
- 1988 - Dança dos signos - Oswaldo Montenegro
- 1989 - Mayã -  direção Oswaldo Montenegro
- 1990 - Brincando de vida - direção Mongol
- 1991 - Noturno - direção Oswaldo Montenegro
- 1995 - A noiva do condutor - direção Karen Accioly
- 2002/2003 - Raul Fora da Lei - direção José Joffily
- 2003 - Um sujeito estranho - direção Deto Montenegro

## Clipes
- 1996 - Belíssima
- 2005 - Não vou te levar - clipe em animação